# Maximilian Beister
Maximilian Beister (* 6. September 1990 in Göttingen) ist ein ehemaliger deutscher Fußballspieler, der hauptsächlich auf der rechten Außenbahn eingesetzt wurde. Er war in den höchsten vier Ligen Deutschlands sowie in Australien aktiv, wurde mit dem KFC Uerdingen 05 einmal Meister der Regionalliga West und gewann mit dem Verein auch einmal den Niederrheinpokal. Darüber hinaus absolvierte Beister 28 Länderspiele für Nachwuchsnationalmannschaften des DFB.

## Karriere

### Vereine

#### Hamburger SV

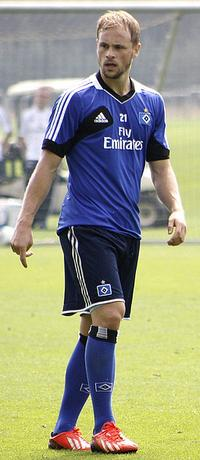
Maximilian Beister im Training beim HSV (2013)

Beister wuchs in Lüneburg auf. Er begann in der F-Jugend beim VfL Lüneburg mit dem Fußballspielen und wechselte 2004 in das Nachwuchsleistungszentrum des Hamburger SV. Er ist seit seinem zehnten Lebensjahr Anhänger dieses Vereins.
Zur Saison 2008/09 stand Beister zunächst wie in der Vorsaison im Kader der A-Jugend (U-19), in der er zu diesem Zeitpunkt dem älteren Jahrgang angehörte. In der Hinrunde bestritt er alle seine Saisoneinsätze in der A-Jugend-Bundesliga im Team von Rodolfo Cardoso. Vereinzelt kam er auch in der zweiten Mannschaft (U-23) von Karsten Bäron zum Einsatz. So absolvierte er am 21. September 2008 (5. Spieltag) in der viertklassigen Regionalliga Nord sein Debüt im Seniorenbereich. Bei der 0:1-Niederlage gegen den 1. FC Magdeburg wurde er in der 53. Spielminute für Joseph Olumide eingewechselt. Ein weiterer Einsatz folgte am 11. Spieltag. Nach dem 18. Spieltag wurde Bäron als Trainer der zweiten Mannschaft entlassen. Für ihn übernahm Beisters A-Jugend-Trainer Rodolfo Cardoso. Unter Cardoso kam er schließlich regelmäßig zum Einsatz.
Zur Saison 2009/10 unterschrieb Beister einen Profivertrag, der ihn zum Mitglied der Profimannschaft machte. Im Team von Bruno Labbadia erhielt er die Rückennummer 31. Spielpraxis sammelte er weiterhin nur in der zweiten Mannschaft, in der er zum Stammspieler wurde. Am 22. November 2009 (13. Spieltag) gab Beister sein Profidebüt, als er bei der 0:1-Heimniederlage gegen den VfL Bochum in 89. Spielminute für Guy Demel eingewechselt wurde. Es folgte ein weiterer Einsatz am 17. April 2010 (31. Spieltag). Bei der 0:1-Heimniederlage gegen den 1. FSV Mainz 05 wurde Beister in der 82. Spielminute für Dennis Aogo eingewechselt.

#### Leihe zu Fortuna Düsseldorf
Um Spielpraxis sammeln zu können, wurde Beister zur Saison 2010/11 für zwei Jahre an den Zweitligisten Fortuna Düsseldorf ausgeliehen. Im DFB-Pokal-Spiel gegen TuS Koblenz, seinem ersten Pflichtspiel für die Fortuna, wurde er in der 25. Minute für Sascha Dum eingewechselt. Sein Debüt in der 2. Bundesliga gab er am 11. September 2010 gegen den FSV Frankfurt. Sein erstes Tor erzielte er am 18. Dezember 2010 beim Spiel gegen die SpVgg Greuther Fürth, als er in der 73. Minute den 1:0-Endstand erzielte. Im Laufe der Rückrunde 2010/11 entwickelte Beister sich zum Stammspieler im offensiven Mittelfeld und absolvierte fast alle Spiele von Beginn an.
In der Hinrunde der Saison 2011/12, in der er meist im rechten Mittelfeld zum Einsatz kam, setzte Beister seine positive Entwicklung fort. Er bestritt alle Spiele von Beginn an und erzielte acht Tore. Mit Fortuna Düsseldorf wurde Beister nach der Hinrunde Herbstmeister und mit acht Toren und elf Vorlagen Top-Scorer der 2. Bundesliga. In der Rückrunde konnte Beister nicht vollständig an seine Leistungen aus der Hinrunde anknüpfen. Dies galt für das gesamte Team, das sich im Vergleich zur Hinrunde um zwei Plätze verschlechterte und somit als Dritter in die Relegation musste. In dieser erzielte Beister im Rückspiel gegen Hertha BSC das 1:0 bereits nach 25 Sekunden. Durch einen 2:1-Auswärtssieg in Berlin und ein 2:2 machte die Fortuna in Beisters letztem Spiel für den Klub den Aufstieg perfekt.

#### Rückkehr nach Hamburg
Beister kehrte nach Ende des Leihvertrages zur Saison 2012/13 zum HSV zurück. Am 27. November 2012 (14. Spieltag) beim 3:1-Sieg im Heimspiel gegen den FC Schalke 04 erzielte er mit dem Treffer zum zwischenzeitlichen 1:0 in der 52. Minute sein erstes Bundesligator. Am 5. März 2012 verlängerte er seinen zum 30. Juni 2013 auslaufenden Vertrag um drei weitere Jahre bis zum 30. Juni 2016. Insgesamt tat sich Beister unter Trainer Thorsten Fink zunächst schwer und war meist nur Einwechselspieler. In der gesamten Bundesligasaison erzielte er drei Tore.
In der Saison 2013/14 kam Beister unter dem neuen Trainer Bert van Marwijk besser in Tritt und wurde im 4-2-3-1-System Stammspieler auf der rechten Außenbahn. In der Hinrunde erzielte Beister fünf Tore in der Liga und zwei im Pokal. Bei einem Testspiel im Wintertrainingslager gegen Vitesse Arnheim zog er sich im Januar 2014 einen Riss des vorderen Kreuzbandes und einen Knorpel- und Meniskusschaden im linken Knie zu und fiel für den Rest der Saison und die Hinrunde der Saison 2014/15 aus.
Knapp ein Jahr nach seiner Verletzung feierte Beister am 15. Januar 2015 sein Comeback. Beim 3:2-Testspielsieg des HSV gegen Eintracht Frankfurt im Trainingslager in Dubai spielte er eine halbe Stunde und erzielte in der 12. Spielminute das erste Tor des Spiels. Sein Pflichtspiel-Comeback feierte Beister schließlich am 31. Januar 2015, als er bei der 0:2-Heimniederlage gegen den 1. FC Köln am ersten Spieltag der Rückrunde in der 77. Spielminute für Mohamed Gouaida eingewechselt wurde. In den folgenden Spielen kam er lediglich zu vier weitere Einsätzen als Einwechselspieler und spielte in der gesamten Rückrunde 68. Minuten für die erste Mannschaft. Zeitweise sammelte er Spielpraxis in der zweiten Mannschaft, für die er fünfmal (zwei Tore) in der viertklassigen Regionalliga Nord zum Einsatz kam.

#### Mainz 05, Leihen zu 1860 München und nach Melbourne
Nachdem der noch eine Saison laufende Vertrag von Beister mit dem HSV aufgelöst worden war, schloss sich Beister zur Saison 2015/16 dem 1. FSV Mainz 05 an, bei dem er einen bis zum 30. Juni 2018 laufenden Vertrag erhielt. In der Hinrunde kam er auf nur einen Bundesligaeinsatz, als er am 15. Spieltag beim 3:1-Auswärtssieg gegen den HSV in der 85. Spielminute für Jairo eingewechselt wurde. Zudem kam er zu einem Einsatz in der zweiten Mannschaft in der 3. Liga.
Am 1. Februar 2016 wechselte Beister bis Saisonende auf Leihbasis zum TSV 1860 München und absolvierte acht Spiele in der 2. Bundesliga.
Nach Ende des Leihgeschäfts kehrte er zur Saison 2016/17 zunächst zu Mainz 05 zurück und wurde in die zweite Mannschaft integriert. Um sich für einen Vereinswechsel zu empfehlen, trainierte Beister von Mitte Juli bis Mitte August 2016 unter Norbert Meier, mit dem er bereits bei Fortuna Düsseldorf zusammengearbeitet hatte, beim Bundesligisten SV Darmstadt 98 zur Probe. Nachdem Beister bei seinem einzigen Saisoneinsatz Mitte September 2016 in der 35. Spielminute ausgewechselt worden war, wurde er wegen mangelnder Einstellung aus der zweiten Mannschaft aussortiert.
Am 18. Oktober 2016 wurde Beister bis zum Ende der Saison 2016/17 in die australische A-League an Melbourne Victory verliehen. Anfang Februar 2017 löste er nach neun Einsätzen (ein Tor) seinen Vertrag aus persönlichen Gründen auf, um nach Deutschland zurückzukehren. Seit dem 1. Juni 2017 stand er zunächst wieder in Mainz unter Vertrag, Ende Juni 2017 wurde das Arbeitsverhältnis jedoch vorzeitig beendet.

#### KFC Uerdingen 05
Am 13. Januar 2018 ging Beister zum West-Regionalligisten KFC Uerdingen 05. Er erhielt einen bis zum 30. Juni 2020 laufenden Vertrag. Am Ende der Saison stand Beister mit dem KFC Uerdingen auf dem ersten Platz der Regionalliga West und war somit zur Relegation für die 3. Liga qualifiziert. Per Los wurde entschieden, dass Uerdingen auf Waldhof Mannheim trifft. Im Hinspiel gewannen die Krefelder 1:0 durch den Treffer von Maximilian Beister. Das Rückspiel wurde nach Zuschauerausschreitungen beim Stand von 2:1 für den KFC Uerdingen 05 in der 82. Minute abgebrochen und mit 2:0 für Uerdingen gewertet. Dadurch kehrte der KFC nach zehn Jahren zurück in den Profifußball. Während der Saison 2017/18 gelangen Maximilian Beister elf Tore in 15 Einsätzen.
In der Drittliga-Saison 2018/19 stand Beister 31-mal für den KFC Uerdingen auf dem Feld und erzielte dabei elf Tore. Am Ende der Saison wurde der Angreifer mit dem KFC Elfter und gewann den Niederrheinpokal.

#### FC Ingolstadt 04
Zur Saison 2019/20 wechselte der Stürmer innerhalb der 3. Liga zum FC Ingolstadt 04 und unterschrieb beim Absteiger einen bis Juni 2021 gültigen Vertrag. Beister wurde regelmäßig eingesetzt, konnte sich jedoch nie einen Stammplatz erarbeiten und erzielte in 24 Pflichtspielen lediglich fünf Tore. Im Landespokal gelangte Beister mit Ingolstadt bis ins Achtelfinale, im DFB-Pokal war bereits in der 1. Runde Schluss. Vor der Partie des 31. Spieltags wurde er auf unbestimmte Zeit vom Spielbetrieb suspendiert.
In der Winterpause der Saison 2021/22 wurde Beister vom Cheftrainer Rüdiger Rehm aus dem Profikader gestrichen. Am Saisonende lief sein Vertrag aus.

### Nationalmannschaft
2009 wurde Beister erstmals in eine Auswahl des DFB, die U19, berufen. Insgesamt lief er für diese fünfmal auf, blieb allerdings ohne Torerfolg. Ab Oktober 2009 wurde er dann in der U20 eingesetzt, für die er in seinen ersten beiden Spielen je einmal traf. Seit 2010 spielte Maximilian Beister für die deutsche U21-Auswahl, mit der er sich für die EM-Endrunde 2013 zwar qualifizierte, aber für das Turnier nicht nominiert wurde.

### Laufbahn als Spielerberater
Nachdem Beister im Juli 2023 das Ende seiner Laufbahn als Spieler bekanntgegeben hatte, gab er darüber hinaus an, künftig als Spielerberater tätig sein zu wollen. Als solcher will er mit der B360 Sports Agency, für die beispielsweise der ehemalige Profi Matthias Ostrzolek tätig ist, zusammenarbeiten.

### Titel und Erfolge
Fortuna Düsseldorf:
- Aufstieg in die Bundesliga: 2012

KFC Uerdingen 05:
- Meister der Regionalliga West und Aufstieg in die 3. Liga: 2018
- Niederrheinpokalsieger: 2019

## Unternehmerische Tätigkeiten
Während seiner langen Verletzungspause aufgrund seiner schweren Knieverletzung nahm Beister erste unternehmerische Tätigkeiten auf. Im März 2014 eröffnete er in Hamburg als Gesellschafter die Nachhilfeschule Immerschlau. Parallel dazu gründete Beister mit seinem Vater und einem ehemaligen Jugendtrainer den SC Lüneburg, dessen zweiter Vorsitzender er ist.
Anfang Dezember 2014 brachte Beister mit zwei Freunden den Snaxcup, der Becher und Teller kombiniert, auf den Markt. Für diesen wurde ein europaweites Patent angemeldet. Beister nimmt in der dafür gegründeten Future Cups GmbH & Co. KG den Posten des Marketing-Chefs ein. Der Snaxcup wurde seit Dezember 2014 für sechs Monate im Fanrestaurant Die Raute im Volksparkstadion getestet.

## Sonstiges
Seit Januar 2024 spielt Beister in der von Mats Hummels und Lukas Podolski gegründeten Hallenfußball-Liga Baller League.